# Басиев, Руслан Сосланбекович
Русла́н Сосланбе́кович Ба́сиев (осет. Баситы Руслан; род. 20 июня 1979) — российский и армянский борец вольного стиля, призёр чемпионата мира (2006) и Европы (2009), многократный чемпион Армении. Мастер спорта Армении международного класса по вольной борьбе.

## Биография
Руслан Басиев родился 20 июня 1979 года в Орджоникидзе. Начал заниматься вольной борьбой в 1995 году под руководством Аслана Габараева. В 2005 году был бронзовым призёром чемпионата России в Краснодаре. С 2006 года выступал за сборную команду Армении по вольной борьбе и в этом же году стал третьим на чемпионате мира в Гуанчжоу. В 2009 году выиграл серебряную медаль чемпионата Европы в Вильнюсе. В 2010 году на международном турнире «Кубок Тахти» в Исфахане стал вторым. В 2012 году после того как Руслан Басиев не смог квалифицироваться на Олимпийские игры в Лондоне главный тренер сборной Армении Араик Багдадян заявил, что Руслан за сборную страны выступать больше не будет.

## Спортивные достижения
- Двукратный чемпион Армении (2010, 2011)[3]
- Победитель международного турнира имени Ованеса Саакяна (Харьков) (2009)[4]